# 阿道夫一世 (馬克)
阿道夫一世（Adolf I. von der Mark，約1182年—1249年），馬克伯爵，貝格-阿爾特納伯爵腓特烈的兒子，拉馬克家族成員。
阿道夫的妻子是海爾德的伊爾姆加德，有兩個兒子。
- 英格爾貝特（—1277）
- 奧托（—1262）